# Bahrāmābād-e Soflá
Bahrāmābād-e Soflá (persiska: بهرام آباد سفلى, بِهرَم آباد, بَهرامابادِ پائين, بَهرام آباد) är en ort i Iran.   Den ligger i provinsen Lorestan, i den centrala delen av landet, 300 km sydväst om huvudstaden Teheran. Bahrāmābād-e Soflá ligger 1 465 meter över havet och antalet invånare är 324.
Terrängen runt Bahrāmābād-e Soflá är kuperad norrut, men söderut är den platt.Runt Bahrāmābād-e Soflá är det ganska tätbefolkat, med 172 invånare per kvadratkilometer. Närmaste större samhälle är Dorūd, 6,9 km söder om Bahrāmābād-e Soflá. Trakten runt Bahrāmābād-e Soflá består i huvudsak av gräsmarker.